# Ryan-Bericht
Der im Jahr 2009 veröffentlichte Ryan-Bericht (englisch Ryan Report) ist das Ergebnis einer staatlichen Untersuchung zur Kindesmisshandlung in Einrichtungen für Kinder in Irland.
Die meisten der beschuldigten Einrichtungen gehörten zu den „Reformatory and Industrial Schools“, die von katholischen Ordensgemeinschaften (genauer: Kongregationen) betrieben wurden, finanziert und beaufsichtigt vom irischen Bildungsministerium. Der Ryan-Bericht ist deshalb ein wichtiges Dokument zum Missbrauchsskandal der katholischen Kirche in Irland.

## Arbeit der Untersuchungskommission
Der Bericht wurde von der irischen Commission to Inquire into Child Abuse („Kommission zur Aufklärung von Kindesmissbrauch“) erarbeitet. Die Kommission wurde im Mai 1999 eingerichtet, zunächst mit Richterin Mary Laffoy als Vorsitzender, sie wurde deshalb auch „Laffoy-Kommission“ genannt. Im Mai und November 2001 wurden Zwischenberichte veröffentlicht. Laffoy trat im September 2003 aus Protest gegen die ihrer Meinung nach mangelnde Unterstützung der Kommission durch die Regierung und das Erziehungsministerium zurück. Richter Seán Ryan wurde ihr Nachfolger. Die Kommission – nun „Ryan-Kommission“ genannt – veröffentlichte ihre Ergebnisse am 20. Mai 2009. Ihr Bericht erschien in fünf Bänden zusammen mit einem Executive Summary.
Die Kommission sammelte in einem Zeitraum von sechs Jahren (2000–2006) Aussagen von Betroffenen. Die Anhörungen fanden in Irland, im Vereinigten Königreich und an anderen Orten statt (die meisten in Dublin). Die Aussagen der Zeugen betrafen insgesamt die Jahre von 1914 bis 2000.
1541 Betroffene nahmen mit der Kommission Kontakt auf (persönlich, telefonisch, brieflich oder online) und waren somit potenzielle Zeugen. 451 davon widerriefen jedoch ihre Aussagebereitschaft, reagierten nicht mehr auf Schreiben der Kommission oder machten aus anderen Gründen letztlich keine Aussage. Die übrigen 1090 Betroffenen – 592 Männer und 498 Frauen – legten bei einer vertraulichen Anhörung durch das Confidential Committee Zeugnis ab. Ihre Aussagen wurden auf Tonträgern aufgezeichnet, sofern sie damit einverstanden waren; andernfalls wurden ihre Aussagen schriftlich aufgezeichnet. Die Audio-Dokumente umfassten mehr als 2000 Stunden Tonmaterial. Die Berichte der Zeugen wurden nach vorgegebenen Kriterien anonymisiert ausgewertet und für den Report statistisch aufbereitet.
Die meisten Beschuldigungen betrafen sogenannte „Reformatory and Industrial Schools“ (es gab in Irland drei Reformatory Schools und etwa 50 Industrial Schools). Im Zeitraum 1930 bis 1970 waren insgesamt 38.677 Kinder in einer solchen Einrichtung untergebracht gewesen (Reformatory Schools: 3.796, Industrial Schools: 34.881), einschließlich des Zeitraums nach 1970 waren es etwa 42.000. Zum Untersuchungsauftrag gehörten jedoch auch Schulen anderer Art sowie etwa Waisenhäuser, Kinderheime, Wohnheime und Krankenhäuser – von der Kommission zusammenfassend Other Institutions („Andere Einrichtungen“) genannt.
Die Kommission erfasste auftragsgemäß vier Formen des Kindesmissbrauchs: körperliche Gewalt, sexuellen Missbrauch sowie Vernachlässigung und „emotionalen Missbrauch“. Bei den beiden letzteren Kategorien wurde die Bedingung hinzugefügt, dass der Missbrauch zu einer ernsthaften Schädigung des Kindes geführt hatte oder dass nach vernünftigem Ermessen mit einer ernsthaften Schädigung zu rechnen war. Die Begriffe „Kind“ und „Kindesmissbrauch“ beziehen sich im Ryan-Bericht auf ein Alter von unter 18 Jahren.
Der IV. Band des Ryan-Berichts enthält 43 Schlussfolgerungen (Kapitel 6) sowie 20 Empfehlungen zum Umgang mit den Opfern und zur Prävention (Kapitel 7). Die Schlussfolgerungen und Empfehlungen der Kommission werden im Executive Summary vollständig zitiert.

## Ergebnisse
Die 592 männlichen Zeugen äußerten 474 Vorwürfe wegen körperlicher Misshandlung und 253 wegen sexuellen Missbrauchs.
Die 498 Zeuginnen trugen insgesamt 383 Vorwürfe wegen körperlicher Misshandlung und 128 wegen sexuellen Missbrauchs vor.
Die Vorwürfe richteten sich sowohl gegen Priester und Ordensangehörige als auch Laien. Die Mehrzahl der Vorwürfe sexuellen Missbrauchs durch Frauen richtete sich vor allem gegen Angestellte, über die durch die kirchlichen Institutionen die Dienstaufsicht hätte ausgeübt werden müssen.
Die schwerwiegendsten Missbrauchsvorwürfe waren unter anderem: Schläge, öffentliche Schläge, erzwungene Nacktheit in der Öffentlichkeit, Schläge nach Vergewaltigungsversuchen, Vergewaltigung, Schläge mit Vergewaltigung, erzwungener Oralsex.
Die Schlussfolgerungen des Berichts (Band IV, Kapitel 6) bestätigen den allgemeinen Tenor der Vorwürfe ohne Ausnahme.
Der Bericht der Kommission weist nach, dass das gesamte System Kinder mehr als Gefängnisinsassen und Sklaven, denn als Menschen mit Rechten und menschlichem Potenzial behandelte. Schläge waren religiöses Ritual, von Beamten gedeckt und konsequent abgeschirmt. Eine Kultur der Geheimhaltung verhinderte die Aufdeckung. Auch die Kontrolleure der Regierung stoppten die Missbräuche nicht.
Ein Meinungsbeitrag im Guardian sprach vom „Stoff, aus dem Albträume sind“; das Grauen zeige sich schon an den Adjektiven, die der Bericht selbst zur Charakterisierung des Missbrauchs verwendet: „systematisch, tiefgreifend, chronisch, exzessiv, willkürlich, endemisch“. Der im Ryan-Bericht dargestellte Missbrauch wurde von einigen Kommentatoren als der „Holocaust Irlands“ bezeichnet.

## Sonstiges
In mehreren Gottesdiensten wurde an das Leid der Opfer erinnert. Bei einem solche Gedenkgottesdienst im Oktober 2007 sagte Erzbischof Seán Brady, der Primas von Irland, er könne sich nicht auf eine angemessene Weise entschuldigen. Es sei nötig, dass die Kirche ihre Haltung ändern und den Menschen mit größerer Demut zuhören werde. Sie bemühe sich nun ernsthaft um den Schutz der Kinder.
Im November 2019 räumte die Kommission einen erheblichen Berechnungsfehler in der Statistik des Ryan-Berichts ein. An zwei Stellen hatte der Bericht die Gesamtzahl der Kinder an den sogenannten Industrial Schools im Zeitraum 1936 bis 1970 versehentlich mit „ungefähr 170.000“ angegeben. Tatsächlich beträgt diese Zahl für den etwas längeren Zeitraum von 1930 bis 1970 nur knapp 35.000.